# Zselickislak
Zselickislak là một thị trấn thuộc hạt Somogy, Hungary. Thị trấn này có diện tích 10,39 km², dân số năm 2010 là 330 người, mật độ 32 người/km².